# Viasat (американская компания)
Viasat Inc. — американская телекоммуникационная компания, базирующаяся в Карлсбаде, штат Калифорния; ведет операции в США и по всему миру.
Является поставщиком высокоскоростных спутниковых широкополосных услуг и безопасных сетевых систем, охватывающих военные и коммерческие рынки.
Viasat использует спутники, расположенные над территорией США. Спутник ViaSat-1, запущенный на орбиту в 2011 году, обладает пропускной способностью 140 гигабит в секунду и обслуживает до 1 миллиона пользователей одновременно, предоставляя каждому полосу пропускания до 25 мегабит в секунду. Запущенный 1 июня 2017 спутник ViaSat-2 пропускает до 1 терабайта в секунду и обеспечивает каждому пользователю полосу пропускания в 100 мегабит в секунду. В настоящее время идёт подготовка к запуску группировки спутников ViaSat-3.